# Liste des sites mégalithiques dans le district de Setúbal
Cette liste non exhaustive recense les principaux sites mégalithiques dans le district de Setúbal, au Portugal.

## Liste
| Site                        | Type      | Municipalité | Notes | Coordonnées                 | Image |
| --------------------------- | --------- | ------------ | ----- | --------------------------- | ----- |
| Site mégalithique de Lousal | 2 dolmens | Grândola     |       | 38° 02′ 36″ N, 8° 26′ 20″ O |       |
| Anta de Pata do Cavalo      | Dolmen    | Grândola     |       | 38° 05′ 14″ N, 8° 28′ 55″ O |       |
| Dolmen de Pedra Branca      | Dolmen    | Grândola     |       | 38° 06′ 47″ N, 8° 43′ 27″ O |       |